# Kbc 뉴스 (1800)
《kbc 뉴스 (1800)》는 kbc My FM(광주·전남 중북부,전남 서남부 FM 101.1MHz/전남 영광 FM 104.3MHz/전남 동부권 FM 96.7MHz/전남 광양 FM 90.7MHz)에서 매일 저녁 6시에 방송되는 라디오 뉴스 프로그램이다.